# Celleporina procumbens
Celleporina procumbens är en mossdjursart som först beskrevs av Osburn 1952.  Celleporina procumbens ingår i släktet Celleporina och familjen Celleporidae. Inga underarter finns listade i Catalogue of Life.